# България на летните олимпийски игри 1896
Българският олимпийски комитет изпраща един гимнастик, Шарл Шампо да се състезава за страната на Летните олимпийски игри 1896 . Това прави България една от първите 14 нации, които се появяват на първите летни олимпийски игри. Шампо е швейцарски гимнастик, който живее в София и е често включван към швейцарските резултати за игрите от 1896 г., които са се провели преди появата на Националния олимпийски комитет. Българската делегация е предвождана от Тодор Йончев, който взима със себе си още четирима гимнастици от Гимнастическо дружество „Юнак“ Панайот Белев, Илия Пенчев, Димитър Илиев и Шарл Шампо. В крайна сметка участие в игрите взима само Шампо.

## Резултати

### Гимнастици
| Дисциплина | Място | Гимнастик  |
| ---------- | ----- | ---------- |
|            |       |            |
| Успоредка  | –     | Шарл Шампо |
|            |       |            |
| Прескок    | 5     | Шарл Шампо |
|            |       |            |
| Кон        | –     | Шарл Шампо |
|            |       |            |